# Dummihal, Byadgi
Dummihal là một làng thuộc tehsil Byadgi, huyện Haveri, bang Karnataka, Ấn Độ.